# Thar
Die Thar oder Große Indische Wüste (auch Tharr, Hindi थार मरुस्थल Thaar Marusthal, Sindhi ريگستان ٿر) ist ein Wüsten- und Halbwüstengebiet in Vorderindien im Gebiet von Rajasthan (Indien) östlich des unteren Indus.
Im Südosten Pakistans geht die Thar in die Cholistan über. Die Cholistan liegt im südöstlichen Gebiet des Punjab und im östlichen Teil Sindhs. Sie ist zur Hälfte eine Sandwüste, ebenfalls mit typischen Dünen.
Beide Wüstengebiete umfassen zusammen etwa 273.000 km².

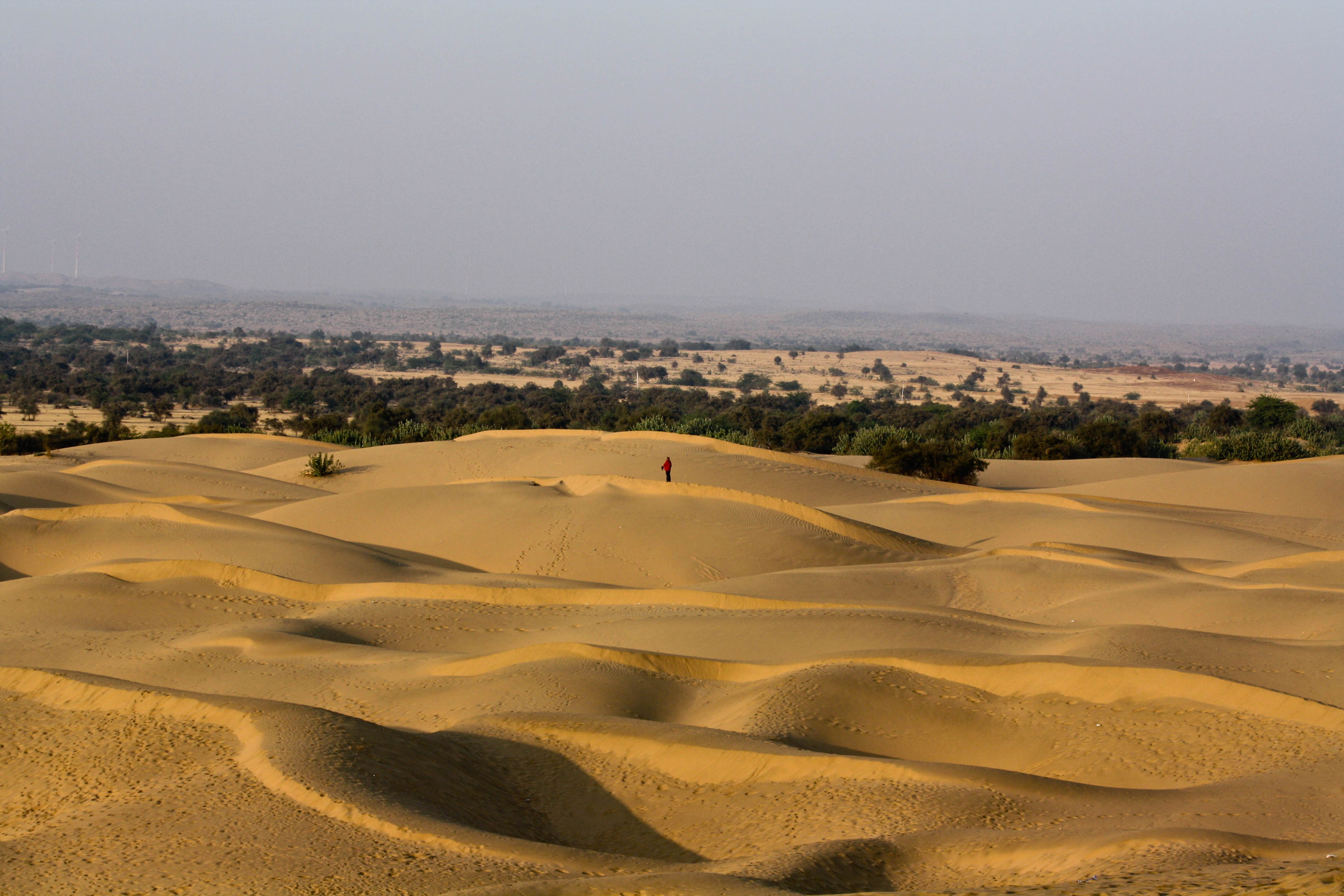
Sanddünen in Rajasthan

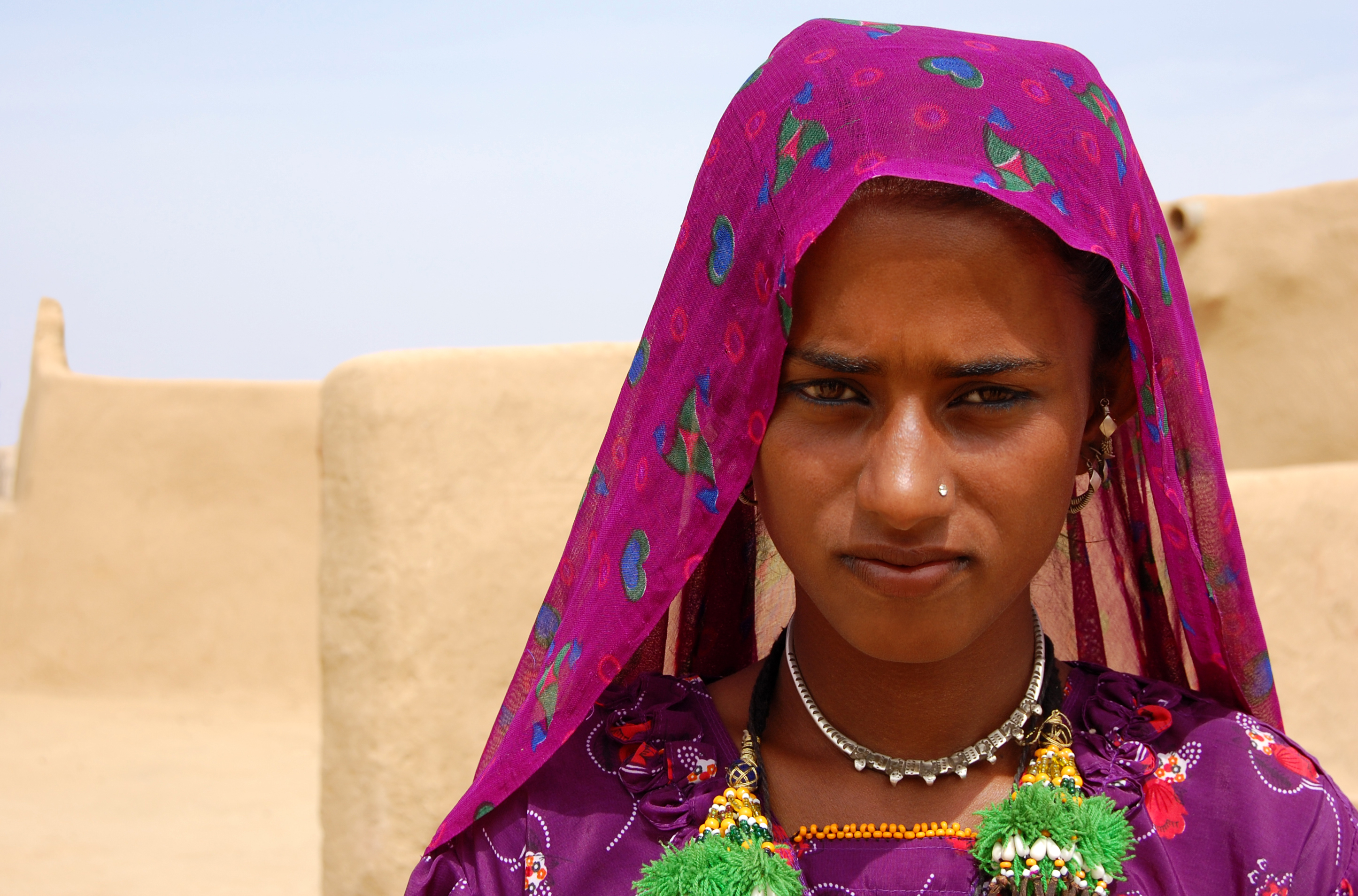
Eine junge Muslimin in der Thar-Wüste nahe Jaisalmer, 2009

## Lage und Ausmaß

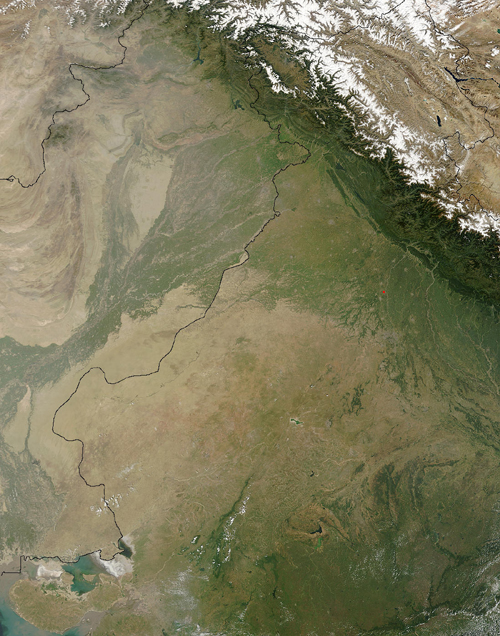
Satellitenfoto der Thar; die pakistanische Staatsgrenze ist zusätzlich eingezeichnet

Neben den etwa zwei Dritteln der Wüste, die in Rajasthan liegen, befindet sich der Rest im Süden von Haryana und Punjab und im Norden Gujarats. Die Wüste grenzt im Nordwesten an den Fluss Satluj, im Osten an das Aravalligebirge, im Süden an einen riesigen Salzsumpf namens Rann von Kachchh und im Westen an den Indus.
Die Definition des Ausmaßes der Thar hängt davon ab, wie viel des Übergangsgebiets in die Dornsavanne dazugezählt wird. Dem WWF zufolge bedeckt die Thar ein Gebiet von 238.700 km². Die nordwestlichen Gebiete der Dornensträucher bedecken weitere 488.300 km².

## Entstehung
Die Entstehungsgeschichte der Wüste Thar ist unter Wissenschaftlern umstritten. Manche sind der Ansicht, sie sei 4.000 bis 10.000 Jahre alt. Anderen zufolge begann die Aridität dieses Gebiets viel später. Demnach soll sich die Thar erst zwischen 2000 v. Chr. und 1500 v. Chr. gebildet haben, nachdem der Strom Ghaggar östlich des Indus austrocknete. Der Fluss führt heute nur noch periodisch während des Monsuns Wasser und versandet im Nordosten der Thar. Mit neuen Fernerkundungen wurde beobachtet, dass im späten Quartär ein Klimawandel und Verschiebungen durch die Plattentektonik einen wichtigen Einfluss auf die Flussläufe und deren Austrocknung hatten. Ferner wurden zahlreiche „Paläokanäle“, alte ausgetrocknete Flussbetten, entdeckt.
Inmitten der Cholistan liegt das ausgetrocknete Flussbett des Hakra, der Fortsetzung des Ghaggar in Pakistan.
Die meisten der Studien sind sich einig, dass die Paläokanäle des Flusses Sarasvati mit dem Bett des heutigen Ghaggar übereinstimmen. Sie gehen davon aus, dass einst Satluj und Yamuna zum heutigen Ghaggar-Flussbett strömten. Den Studien nach bildete der Satluj die Hauptzufuhr des Ghaggar. Nach jüngeren tektonischen Aktivitäten verschob sich der Satluj in den Westen, der Yamuna dagegen in den Osten, wodurch der Ghaggar austrocknete.
Die Fernerkundung ist weitgehend nützlich, um die Paläokanäle in Wüstengebieten zu entdecken. So werden dafür diverse digitale Techniken eingesetzt, um Satellitenbilder zu analysieren. Die heutige anscheinend unorganisierte Lage der Ströme im Rajasthan wird von vielen Untersuchern dem Klimawandel im Quartär, speziell im Holozän, zugeschrieben.

## Wüstenform
Bei der Thar handelt es sich um eine Sandwüste, die zahlreiche dünn bewachsene Dünen hat, welche bis zu 150 m hoch werden können. Es kommen drei Dünentypen vor: transversale, longitudinale und Barchane. Die longitudinalen überwiegen und verlaufen von Nordosten nach Südwesten, entsprechend den Winden in der trockenen Jahreszeit. Die transversalen Dünen, senkrecht zur Windrichtung, liegen vor allem im Nordosten der Thar. Die Barchane (Sicheldüne mit vorstehenden Sichelenden) sind in der Zentralthar anzutreffen.
Etwa 10 % der Wüste sind Wanderdünen, der Rest besteht aus festen Dünen, und Übergänge von Dünen in zu Tage tretende Felsen und Salzpfannen. Der größte Teil der Fläche ist ohne Vegetation. Gebiete, die bewachsen sind, sind allgemein von Gräsern und Sträuchern dominiert. Im Nordwesten umschließt ein Gürtel aus Dornensträuchern die Wüste.
Insgesamt fällt die Thar in die Indus-Ebene ab, die Oberfläche ist hauptsächlich nur wegen der Dünen uneben. Die höchsten Dünen befinden sich im Süden, im Norden erreichen sie nur etwa 16 m. Das Aravalligebirge im Südosten stellt eine Abgrenzung dar, welches mit seinem humiden Klima auch die Ausweitung der Wüste in Richtung Osten und Ganges-Tal verhindert.
Der Boden der ariden Zone ist überwiegend sandig, teilweise sandig-lehmig. Die Konsistenz und Tiefe ist von der jeweiligen Topographie abhängig. Der flachliegende Lehm ist schwerer und kann harte Pfannen aus Ton, Kalziumkarbonat oder Gips haben. Der pH-Wert des Bodens beträgt etwa 7 bis 9,5. Die Fruchtbarkeit des Bodens steigt vom Westen nach Osten hin. Wasser ist selten und tritt in 30 bis 120 m Tiefe auf.

## Klima

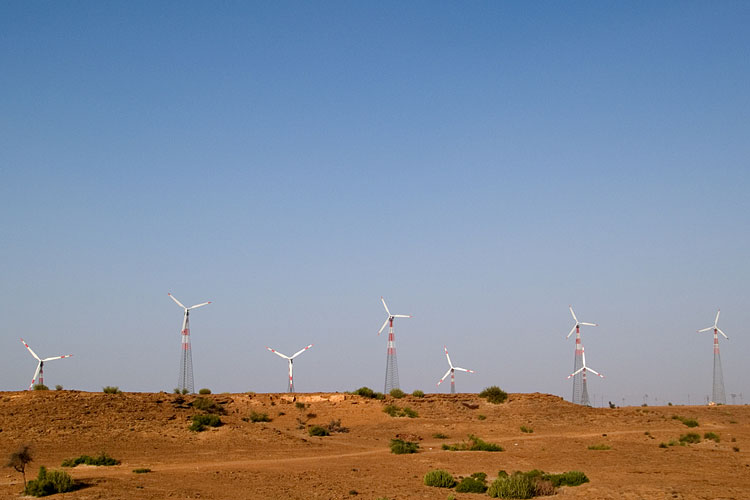
Windpark nahe Jaisalmer

Das Klima ist von extremen Temperaturschwankungen geprägt, zwischen Gefrierpunkt im Winter und bis zu 50 °C im Sommer. Strenge Nachtfröste können im Winter die Vegetation schädigen. Die jährliche Niederschlagsmenge beträgt unter 150 mm im Westen bis etwa 350 mm im Osten am Rande des Aravalligebirges. Generell ist der Niederschlag in Ausmaß und Auftreten schwankend. Fast der gesamte Regen fällt während des Südwestmonsuns in Gewitterstürmen von Juli bis September.
Mit der Windgeschwindigkeit verhält es sich ähnlich: Während der Wind im Winter um 3 km/h weht, sind es im Mai und Juni im Schnitt 32 km/h. Im Sommer kommt es gewöhnlich auch zu Sandstürmen mit Geschwindigkeiten von bis zu 130 km/h, welche Wohngebäude mit bis zu 7 cm Sand bedecken können. Das Grundwasser ist schwer zu erreichen und mit Salz verunreinigt, daher gibt es hier keine Oasen.

## Artenvielfalt
Wegen der vielfältigen Landschaft aus Dünen, Hügeln und Kiesebenen sind Vegetation und Tierleben für ein arides Gebiet ziemlich reich. So gibt es 23 Arten von Eidechsen und 25 Arten von Schlangen und mehrere davon sind endemisch.
Einige Arten, die in anderen Teilen Indiens stark zurückgedrängt werden, können in der Wüste gefunden werden. So auch die Hindutrappe (Ardeotis nigriceps), die Hirschziegenantilope (Antilope cervicapra), die Indische Gazelle (Gazella bennettii) und der Asiatische Esel (Equus hemionus khur) im Rann von Kachchh.
Es ist beachtlich, wie diese Tiere unter solch rauen Bedingungen wie hohen Temperaturen sowie Mangel an Wasser und größerer Vegetation überleben können. Eine entscheidende Strategie ist, dass sie kleiner als ähnliche Tiere unter anderen Bedingungen sind, außerdem sind die meisten nachtaktiv.
Die Bishnoi, ein schon lange ansässiges Volk, setzen sich für den Schutz der Tiere in Rajasthan ein. Der Gründer der Gemeinschaft glaubte, als Hirschziegenantilope wiedergeboren zu werden.
Der Desert-Nationalpark bei Jaisalmer, welcher sich über eine Fläche von knapp über 3000 km² ausdehnt, ist ein gutes Beispiel für das Ökosystem der Thar mit seiner Fauna. Hier können neben den oben genannten Arten auch Fenneks, Bengalfuchs, Wölfe und ähnliche leicht angetroffen werden. Seemuscheln und versteinerte Baumstümpfe spiegeln in diesem Park die geologische Geschichte der Wüste wider. Die Region ist ein Zufluchtsort für Zugvögel und ansässige Vögel der Wüste. So kann man hier Adler, Falken, Weihen, Bussarde und Geier sehen. Der Schlangenadler (Circaetus gallicus), der Savannenadler (Aquila rapax), Schelladler (Aquila clanga), Luggerfalke (Falco jugger) sind die gewöhnlichsten von ihnen.
Das Tal-Chhapar-Schutzgebiet ist ein sehr kleines Schutzgebiet in Churu, 210 km von Jaipur entfernt, und Habitat einer großen Population von Hirschziegenantilopen. Ebenso trifft man hier auf Wüstenfüchse (Fenneks) und Wildkatzen, wie auch auf die typischen Vogelarten wie Rebhühner und Flughühner.

## Zivilisation

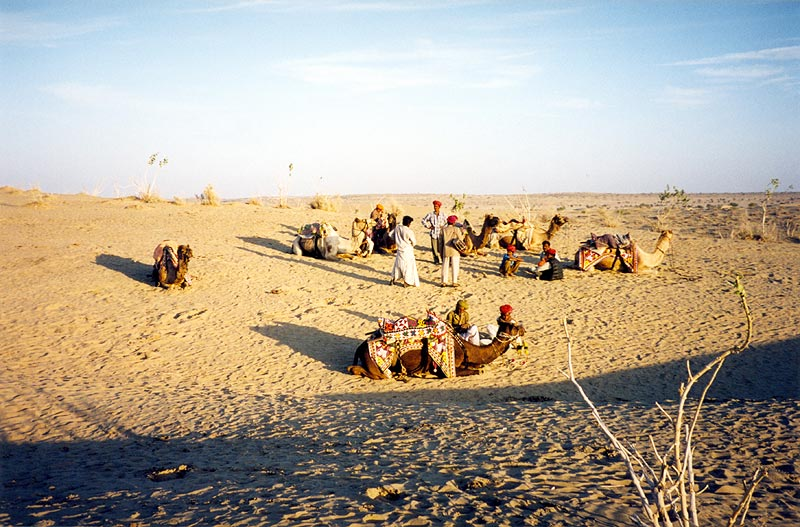
Nomaden nahe Jaisalmer

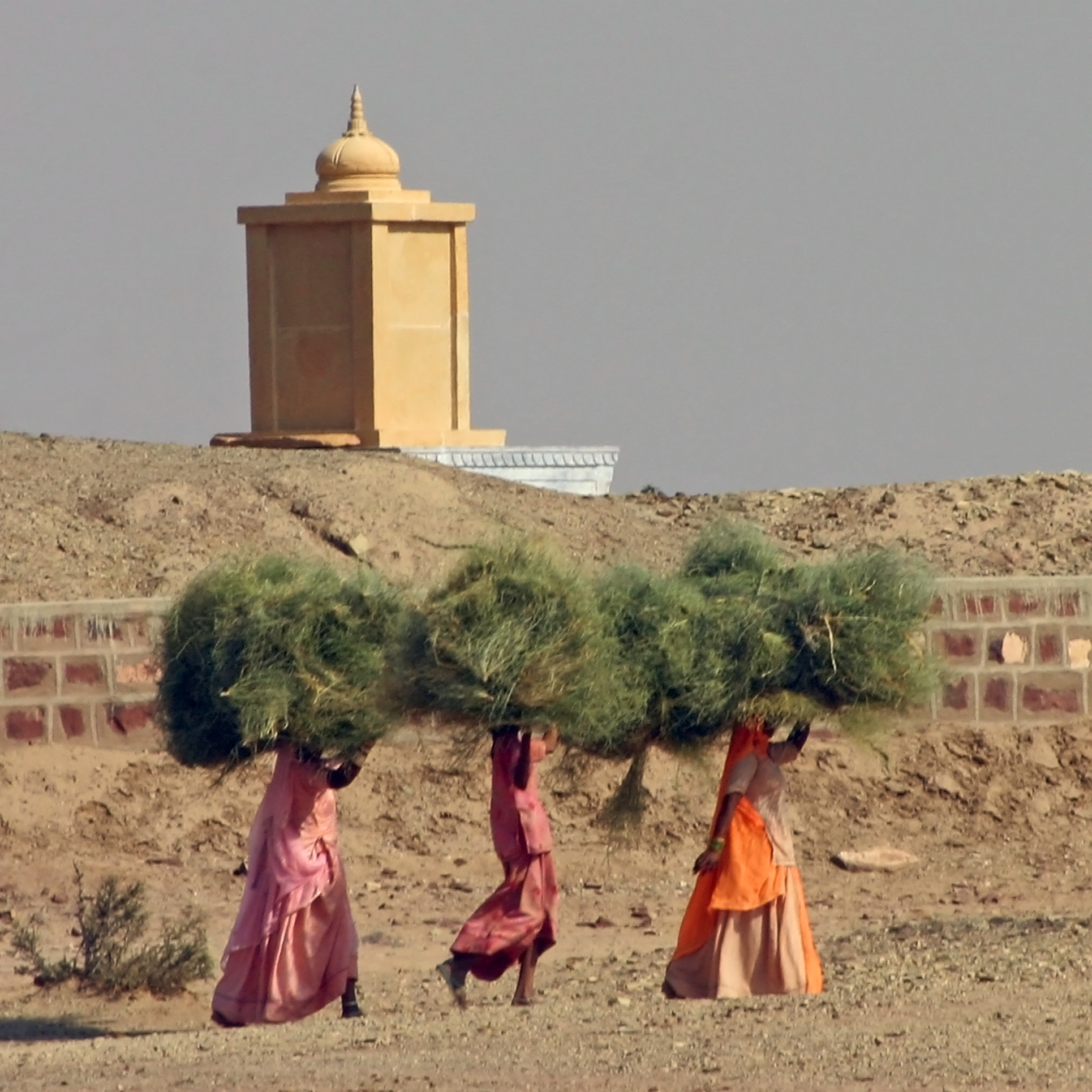
Frauen in der Thar nahe Jodhpur beim Futterholen

Die indische Wüste ist hauptsächlich von Hindus und von muslimischen und Sikh-Minderheiten bewohnt. Die Cholistan wird hauptsächlich von Sindhis und Kolhis bewohnt. Entlang des Ghaggar (oder Hakra) wurden viele Reste der Indus-Kulturen gefunden, deren Blütezeit im Zeitraum zwischen ca. 2600 und 1500 v. Chr. lag.
Die ursprünglichen Bewohner der Thar sind nomadisch lebende Viehzüchter, die seit Generationen die edelsten Kamele Indiens züchten; unter ihren Abnehmern finden sich vor allem die Maharadschas Indiens. Seit 1986 wird über den ca. 650 km langen Indira-Gandhi-Kanal (ehemals Rajasthan-Channel) Wasser aus der Provinz Punjab in die Wüste geführt. Der Kanal ermöglicht auch eine Verbesserung der landwirtschaftlichen Nutzung. Das großangelegte Bewässerungsprojekt sorgte für eine Verzehnfachung der Bevölkerung in diesem Gebiet, es gilt weltweit als das Wüstengebiet mit der größten Bevölkerungsdichte. Andererseits sind wegen des Kanals früher unbekannte Malariaprobleme und Wildschweinplagen entstanden. Der Lebensstandard der hauptsächlich landwirtschaftlich tätigen Bevölkerung ist noch immer sehr niedrig. Fell- und Wollverarbeitung spielen ebenfalls eine große Rolle.
Die größeren Wüstenstädte wie Jodhpur, Jaisalmer und Bahawalpur sind über Eisenbahnlinien verbunden. Jodhpur, die größte Stadt, liegt in einer Region mit Buschwuchs; Bikaner und Jaisalmer liegen direkt in der Wüste.
Obwohl die Wüste natürlich entstand, hat der Mensch großen Einfluss auf die Desertifikation. Die Bäume wurden für den Hausbau abgeholzt und als Brennmaterial genutzt. Dazu kam die Überweidung durch die Nomaden, woraus die Zerstörung der Grasdecken und die Abnahme der Fruchtbarkeit des Bodens folgt. Die Niederschläge können deshalb noch weniger in den Boden eindringen und der Grundwasserspiegel sinkt noch weiter. Auch hier setzen sich die Bishnois für den Erhalt der Natur ein: ihnen ist es nicht erlaubt, Bäume zu fällen oder grünende Pflanzen zu verletzen, mit Hilfe der Indigopflanze blau gefärbte Kleidung zu tragen oder domestizierte Weidetiere wie Schafe oder Ziegen zu halten.